# کهل (بیجار)
کهل (بیجار)، روستایی از توابع بخش مرکزی شهرستان بیجار در استان کردستان ایران است.جمعیت این روستا در سال ۱۳۸۵، ۵۸ نفر بود.این در حالیست که طبق آمار اعلامی جمعیت در سال ۹۵، ۴۱ نفر شده است و رشدی منفی دارد.

## جمعیت
این روستا در دهستان سیلتان قرار دارد و براساس سرشماری مرکز آمار ایران در سال ۱۳۸۵، جمعیت آن ۵۸ نفر (۱۴خانوار) بوده‌است.زبان مردم روستا ترکی آذربایجانیو شغلشان کشاورزی و دامداری است.این روستا به دلیل داشتن مراتع مرغوب و مناسب دارای دامداری    خوب و مطلوبی می‌باشد.در گذشته های نه چندان دور این روستا از رونق بیشتری برخوردار بوده و به دلیل نزدیکی به روستای سیدحسین، جهت خدمات پزشکی به این روستا مراجعت می‌کنند.این روستا دارای مسجد، مدرسه ، آنتن دهی اینترنت و در آنتن‌دهی های مخابرات و تلویزیون در حد مطلوب و مناسب می‌باشد.راه دسترسی این روستا از انتهای روستای چغور قشلاق خاکی می‌باشد و هنوز طرح هادی روستا اجرا نشده است.این روستا به دلیل جمعیت کم شورا و دهیار ندارد.